# Heavens
Pour les articles homonymes, voir Heaven.
Heavens est un groupe américain de rock alternatif, actif entre 2004 et 2007.

## Histoire
Durant son existence, il se compose de Matt Skiba d'Alkaline Trio, et Josiah Steinbrick de F-Minus. Le duo signe chez Epitaph Records et sort son premier album, Patent Pending, le 12 septembre 2006. Ils passent l'automne 2006 à jouer au Royaume-Uni et à faire quelques dates aux États-Unis avec Darker My Love.

## Discographie
- 2006 : Patent Pending (album, single, clip)